# Delta2 Gruis
Delta2 Gruis (δ2 Gruis / HD 213080 / HR 8560) es una estrella en la constelación de Grus, la grulla, de magnitud aparente +4,12. Comparte la denominación de Bayer Delta con δ1 Gruis, si bien ambas estrellas no están físicamente relacionadas, pues se encuentran separadas entre sí unos 30 años luz.
Delta2 Gruis es una gigante roja de tipo espectral M4.5IIIa con una temperatura de sólo 3400 K. Es tan luminosa como 2200 soles (incluyendo una gran parte de su energía que es emitida como radiación infrarroja) y su radio es 135 veces más grande que el radio solar; si estuviese en el lugar del Sol, se extendería hasta la órbita de Venus. Su brillo varía 0,13 magnitudes y está catalogada como una variable irregular. Se encuentra a 325 años luz de distancia de la Tierra. 
Una estrella de magnitud +9,2 situada a poco más de un minuto de arco no es una compañera real, formando una doble óptica con Delta2 Gruis.